# Skvaltkvarnen i Sillarödsbäcken

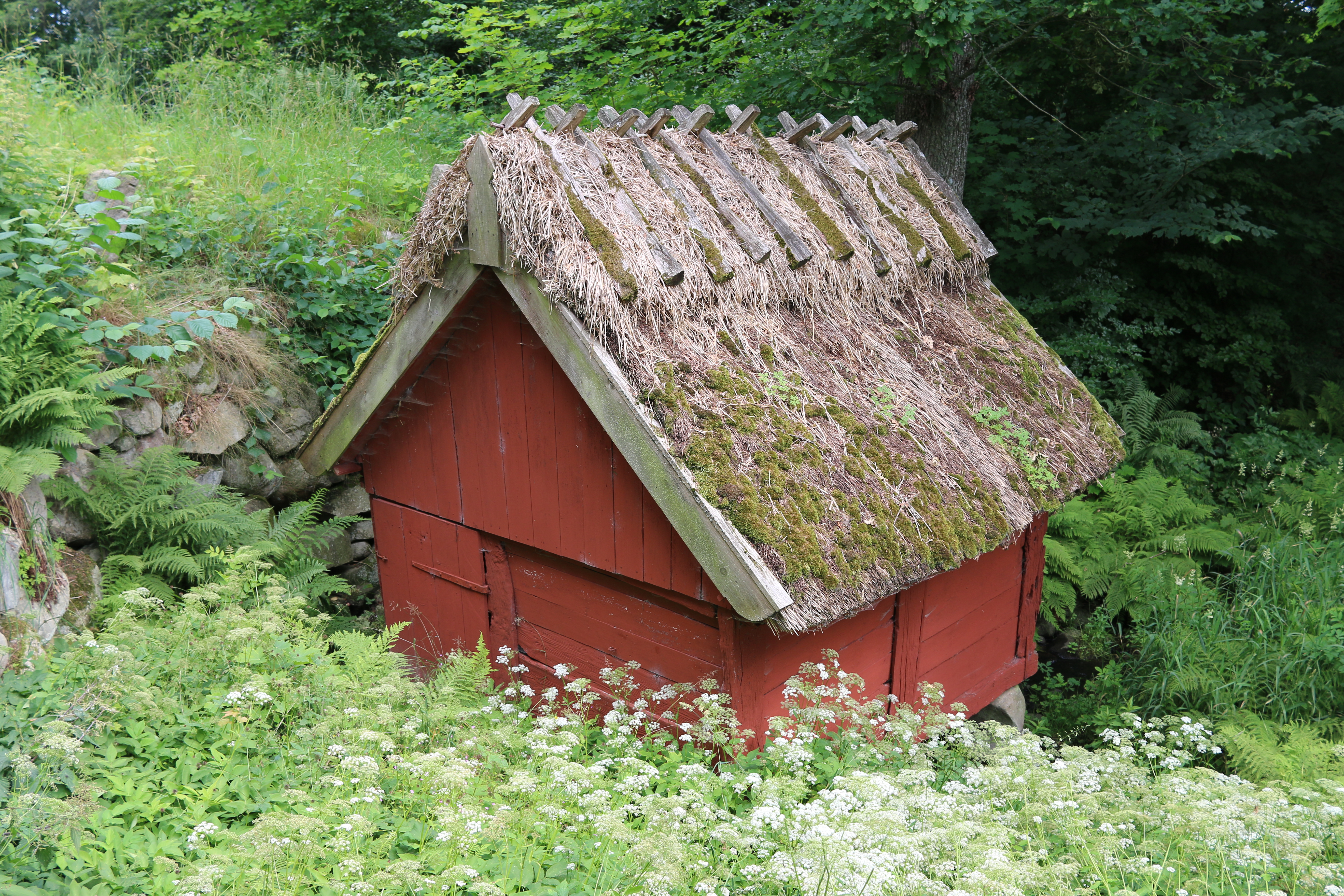
Skvaltkvarnen i Sillarödsbäcken

Skvaltkvarnen i Sillarödsbäcken är en skvaltkvarn och ett byggnadsminne vid gården Uråsa, söder om Sillaröds by, några kilometer väster om Andrarum i Tomelilla kommun.
Sillaröds by hade under 1800-talet omkring sex vattenkvarnar längs Sillarödsbäcken, varav två hjulkvarnar och omkring fyra skvaltkvarnar. De låg tätt, med omkring 150 meters mellanrum och en fallhöjd på omkring 1,5 meter. Sillarödsdammen fungerade som vattenmagasin och är bevarad. De två hjulkvarnarna revs omkring 1919 respektive 1931. En skvalta revs omkring 1917, och andra senare. Den sista skvaltkvarnen togs ur drift 1922, men fick stå kvar. Den skänktes 1970 till Albo härads hembygdsförening.
Efter skador på exteriören av en kraftig översvämning i början av 1970-talet har den återuppbyggts, fått nytt vasstag och ett nytt vattenhjul. 
Senare har också kvarnen fått en ny vattenränna och nya dammluckor.
Sillaröds skvaltkvarns ålder har inte kunnat bestämmas, men kvarnen är utmarkerad på laga skifteskartan från 1832. Byggnaden är nio kvadratmeter stor. Den är uppförd med väggar i skiftesverk och är stråtäckt och har stenlagt golv. Kvarnen har kvarnhjulets skovlar i bäcken och ett intakt kvarnverk.   

## Bilder

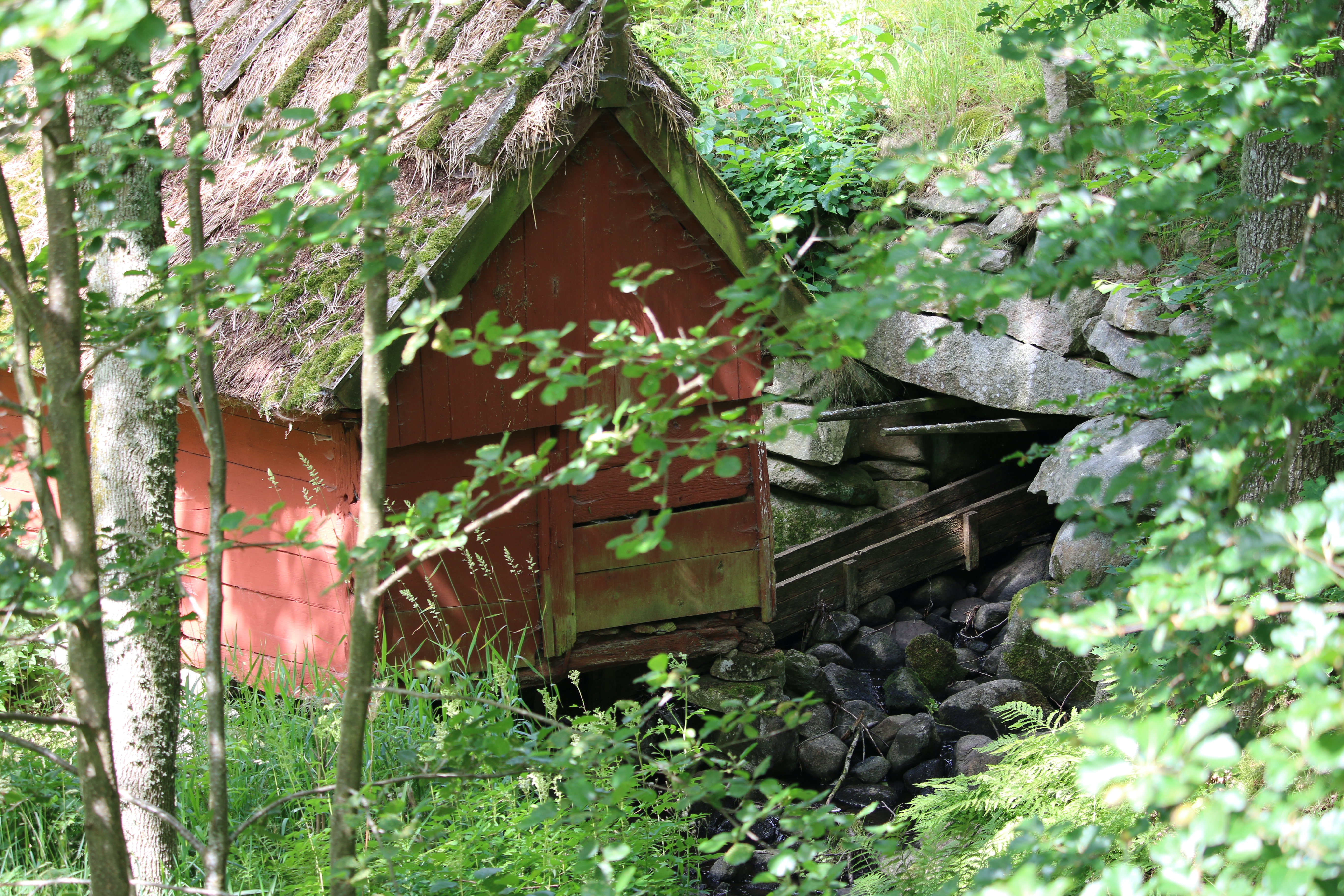
Insläppet
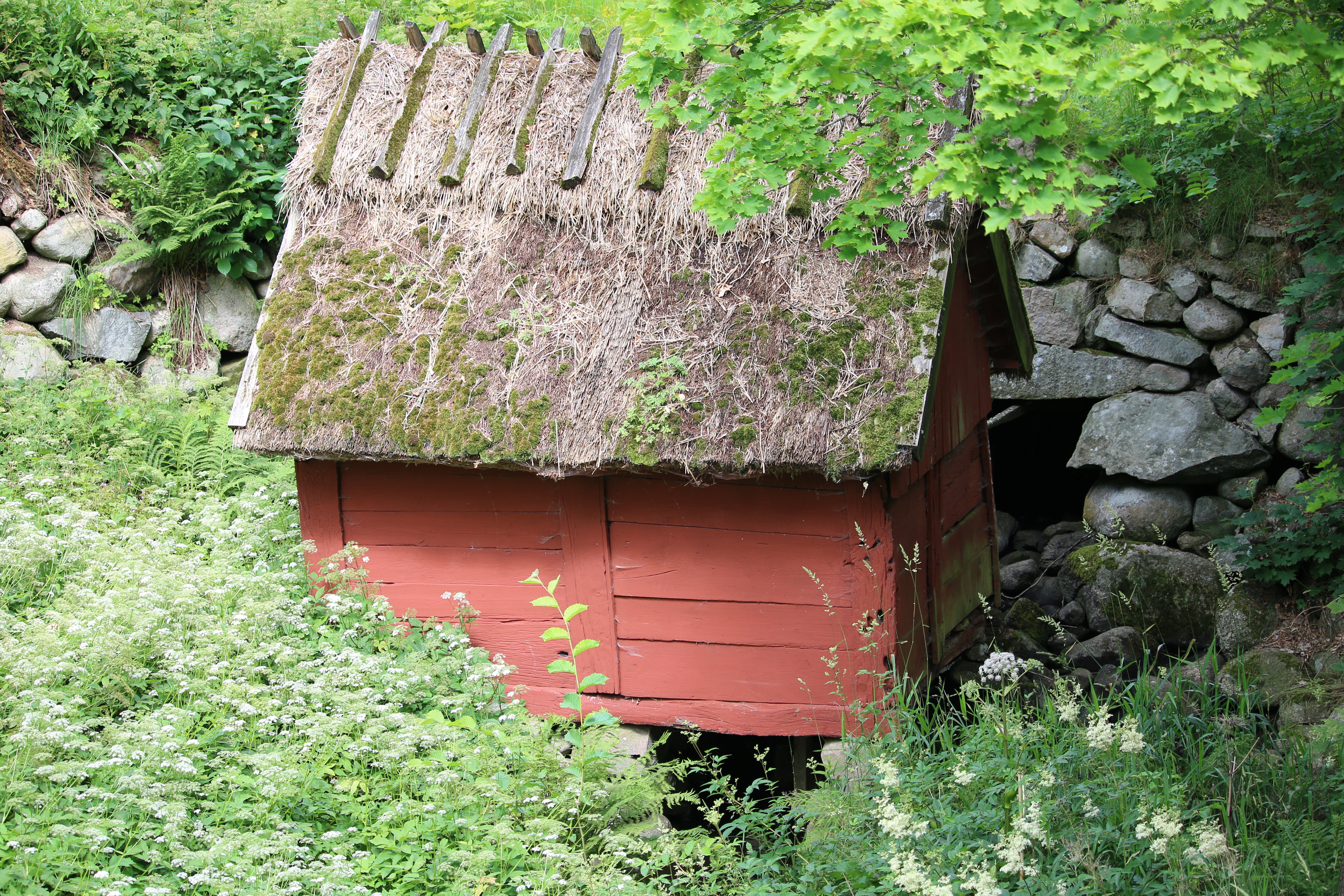
Kvarnen
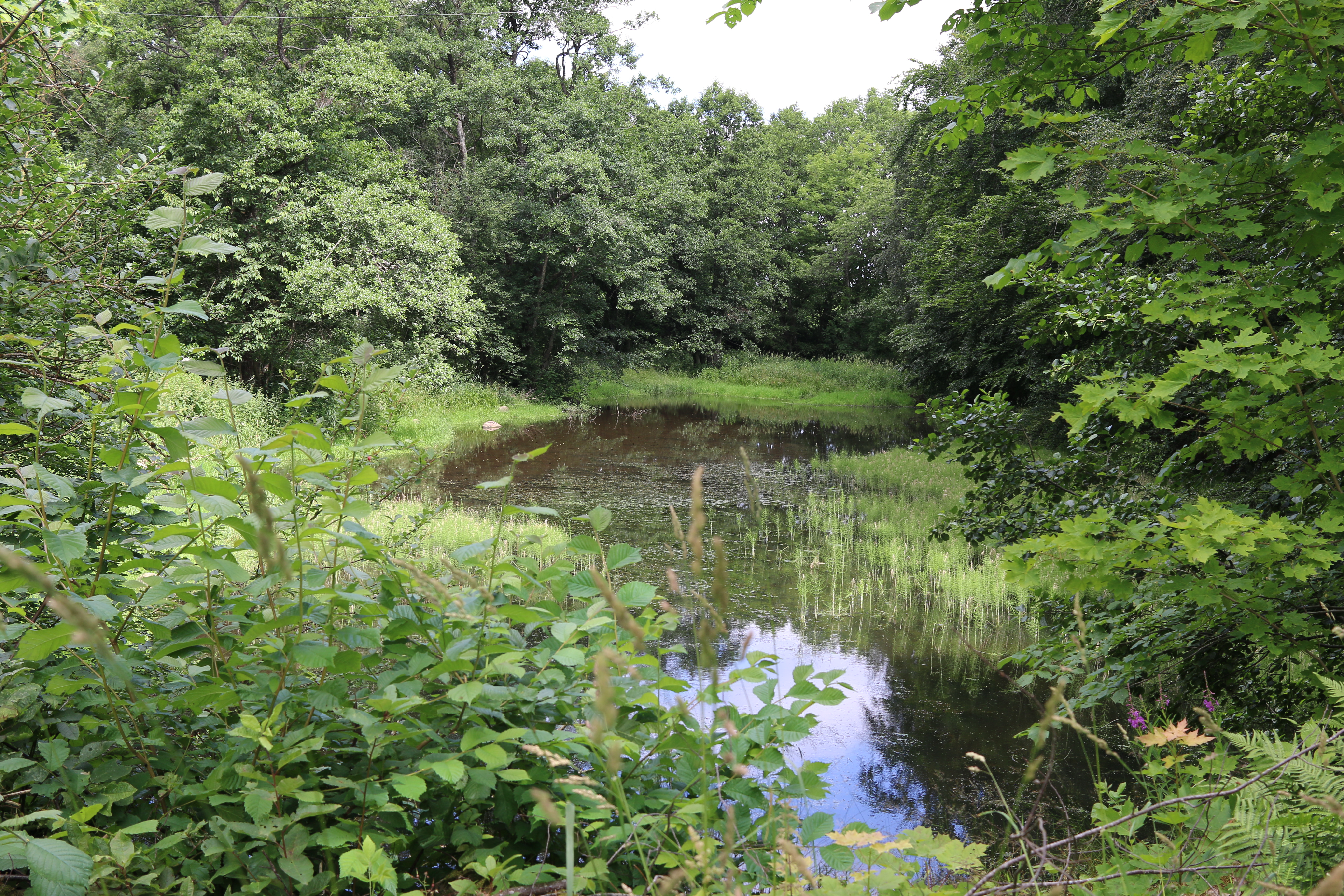
Kvarndammen
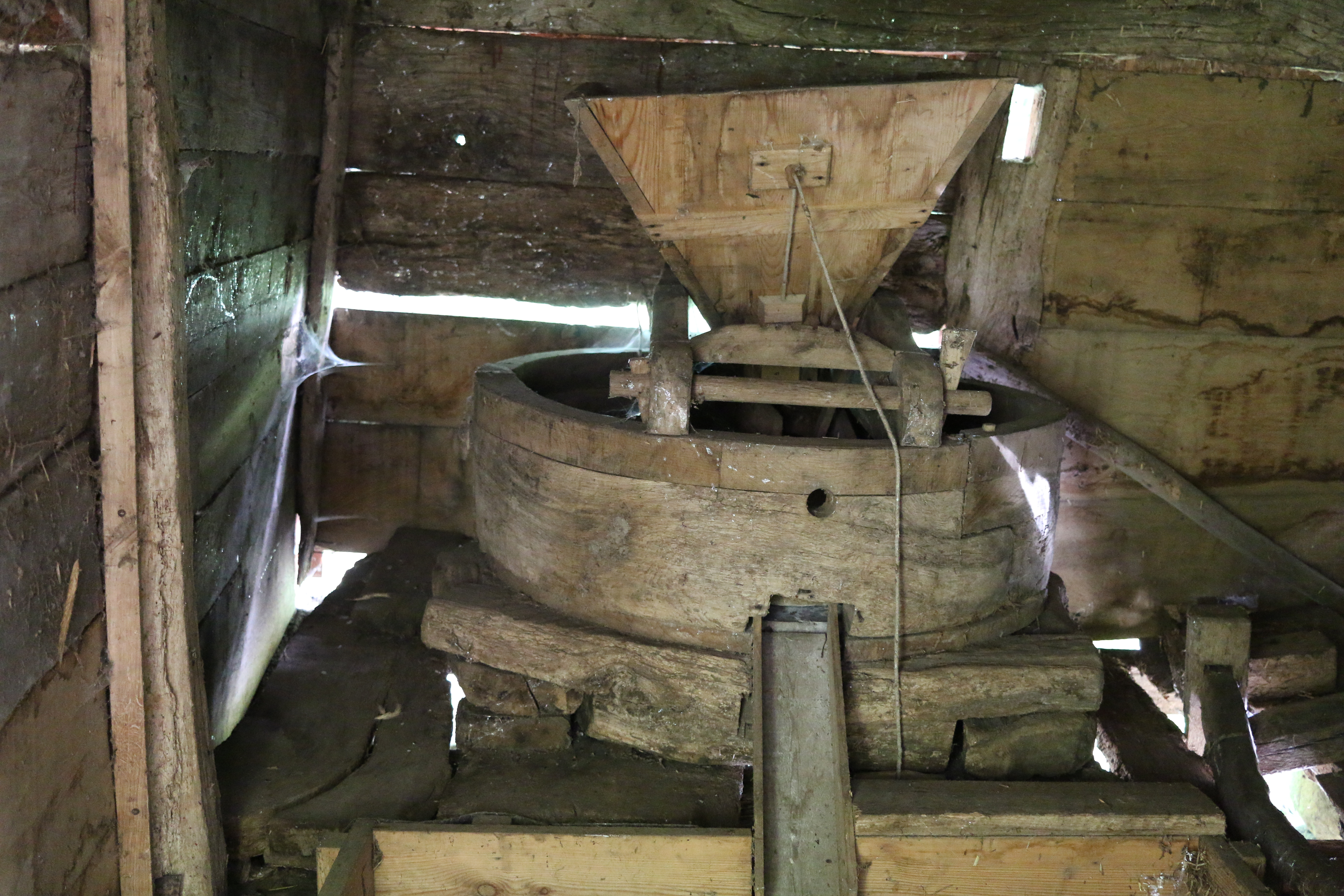
Interiör